# 1873 ve fotografii

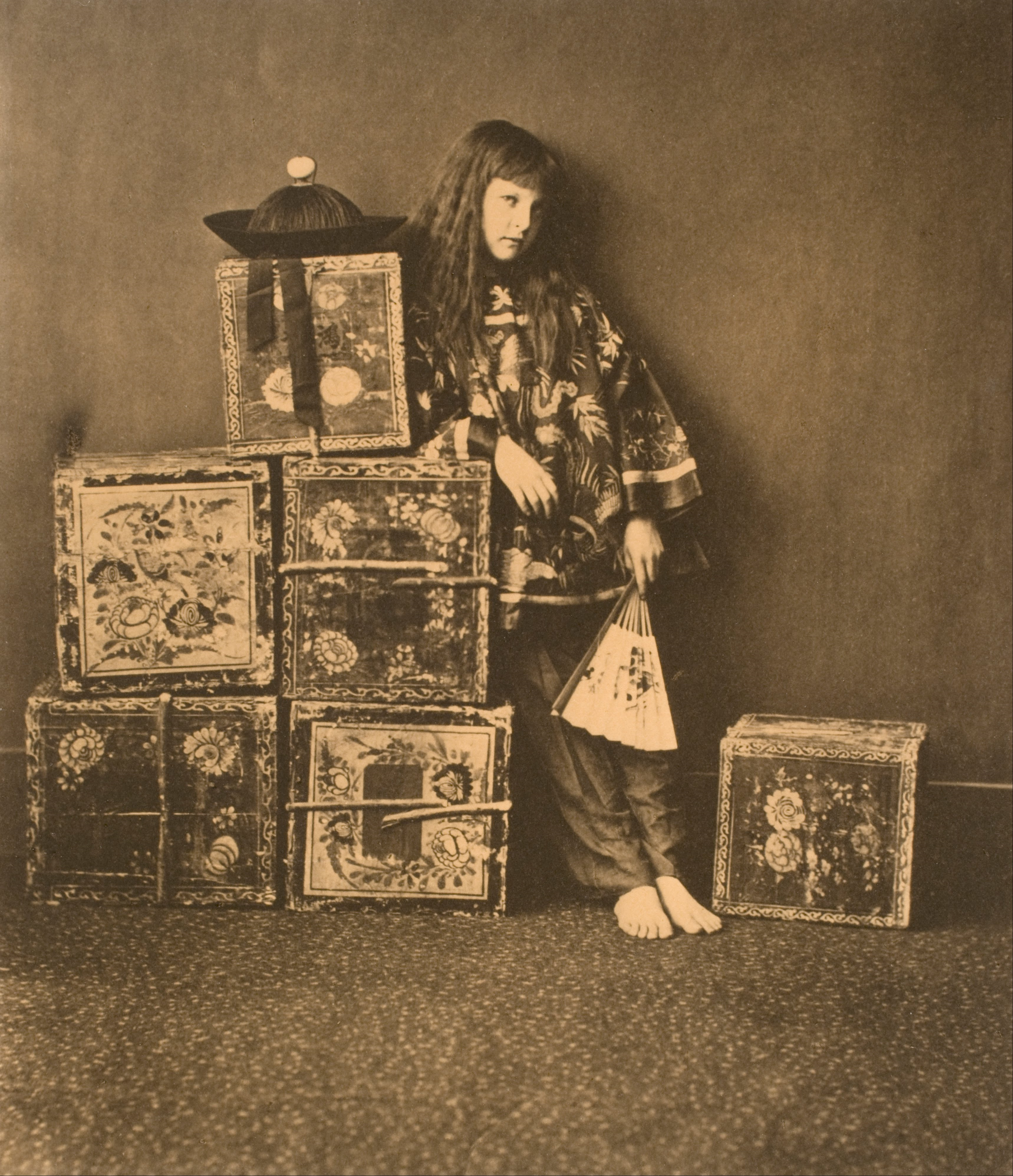
Lewis Carroll: Xie Kitchinová jako obchodnice s čajem, 1873

Tento článek obsahuje významné fotografické události v roce 1873.

## Události
- Eadweard Muybridge fotografoval první snímky pohybových motivů.
- William Willis patentoval proces platinotisku,[1] ale proces byl nepříliš dokonalý a přitahoval malý zájem. Jeho použitelná verze vznikla až v roce 1879.
- Lewis Carroll pořídil snímek, na které je Xie Kitchinová jako obchodnice s čajem.

## Narození v roce 1873
- 13. ledna – Joshua Benoliel, britský dvorní fotograf krále Karla I. Portugalského († 3. února 1932)
- 10. března – Elizabeth Greenwood, novozélandská fotografka († 28. července 1961)
- 1. dubna – Gabriel Cromer, francouzský historik a fotograf († 1934)
- 3. května – Ernesto Aurini, italský fotograf († 18. prosince 1947)
- 3. května – Oscar Halldin, švédský dokumentární fotograf známý svými fotografiemi z balónu († 9. května 1948)
- 13. května – Léon Gimpel, francouzský fotograf († 7. října 1948)
- 31. května – Louise Engen, norská fotografka, feministka a politička († 4. února 1947)
- 1. června – Franziska Gadová dánská portrétní a dvorní fotografka v Kodani, fotografka dětí, spolupracovala s Julií Laurbergovou († 15. září 1921)
- 7. června – Ernesto Burzagli, fotograf († 13. září 1944)
- 20. června – William A. Fishbaugh, americký komerční fotograf († 3. listopadu 1950)
- 21. června – Minya Diez-Dührkoop, německá fotografka († 17. listopadu 1929)
- 2. července – Philippe Tassier, francouzský fotograf († 11. října 1947)
- 2. září – Johanne Hesbecková, dánská fotografka († 25. března 1927)
- 11. září – Hanna Resvoll-Holmsen, norská botanička a fotografka († 13. března 1943)
- 7. října – Gunhild Larsenová, norská fotografka, studovala fotografii u Elisabeth Helmerové. V roce 1902 se stala její společnicí a v roce 1912 převzala firmu jako jediná majitelka. Vedla společnost až do roku 1916.
- 14. října – Frans Engström, finský ateliérový fotograf a kameraman švédského původu († 30. dubna 1940)
- 19. října – Baldomer Gili i Roig, španělský malíř, kreslíř a fotograf  († 31. prosince 1926)
- 24. října – Louis Meurisse, francouzský fotograf († 22. listopadu 1932)
- 28. října – Paul Géniaux, francouzský fotograf († 21. prosince 1929)
- 2. listopadu – Céline Laguarde, francouzský fotograf († 20. května 1961)
- 8. listopadu – Charles Abraas, nizozemský portrétní fotograf († 26. července 1924)
- 5. prosince – Julian Smith, britsko-australský chirurg a fotograf († 13. listopadu 1947)
- ? – Ernest J. Bellocq, americký fotograf († září 1949)
- ? – Frank S. Matsura, japonský fotograf († 16. června 1913)
- ? – Grigorij Moisejevič Lemberg, ruský kameraman a fotograf († 30. července 1945)
- ? – Edward Raymond Turner, anglický fotograf a vynálezce barevného videofilmu († 9. března 1903)
- ? – Francisco Goñi španělský fotograf († 6. prosince 1936)
- ? – Jonathan Adagogo Green, nigerijský fotograf († 1905)
- ? – Dora Curtisová, britská fotografka a malířka, členka expedice z roku 1914 po řece Jenisej na Sibiři do Karského moře, kterou vedla polská antropoložka Maria Antonina Czaplicka  († 4. července 1920)

## Úmrtí v roce 1873
- 20. března – Alfred Barker, novozélandský lékař a fotograf (* 5. ledna 1819)
- 11. května – Louis-Joseph Ghémar, belgický fotograf (* 8. ledna 1819)
- 24. července – Noël Marie Paymal Lerebours, francouzský optik, fotograf a vydavatel (* 15. února 1807)
- 17. září – Charles Hippolyte Fockedey, francouzský fotograf (* 21. června 1804)
- 16. října – Joseph Saxton, americký vynálezce a fotograf (* 22. března 1799)
- 20. listopadu – Lars Peldan, finský námořník a později fotograf, považován za prvního finského profesionálního fotografa (* 11. srpna 1827)